# Dom zu Mariestad

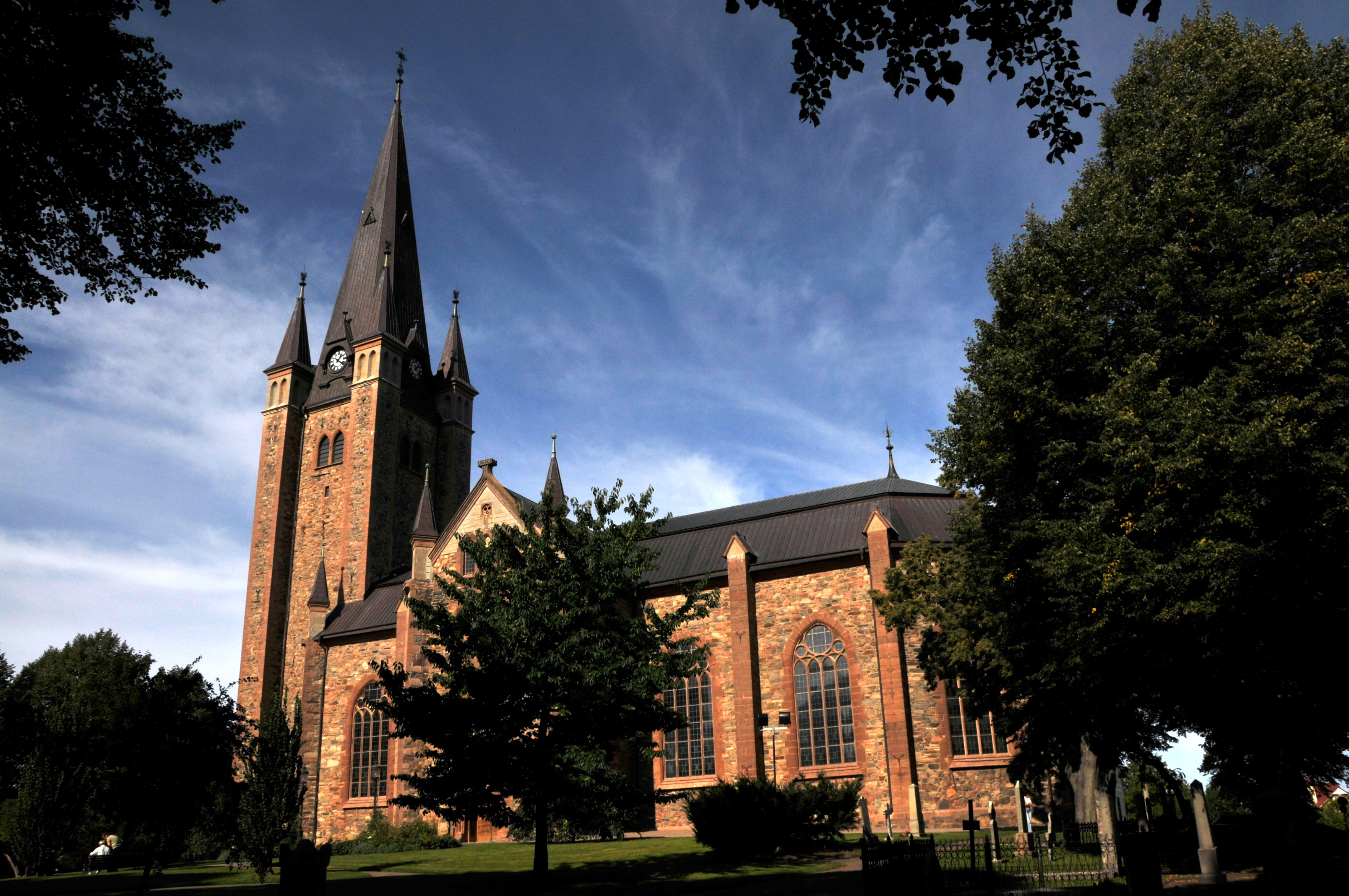
Dom zu Mariestad

Der Dom zu Mariestad ist eine der letzten gotischen Kirchen Schwedens, die ohne historisierende oder romantische Absichten erbaut wurden. Der Turm des Doms ist 80 m hoch.

## Baugeschichte

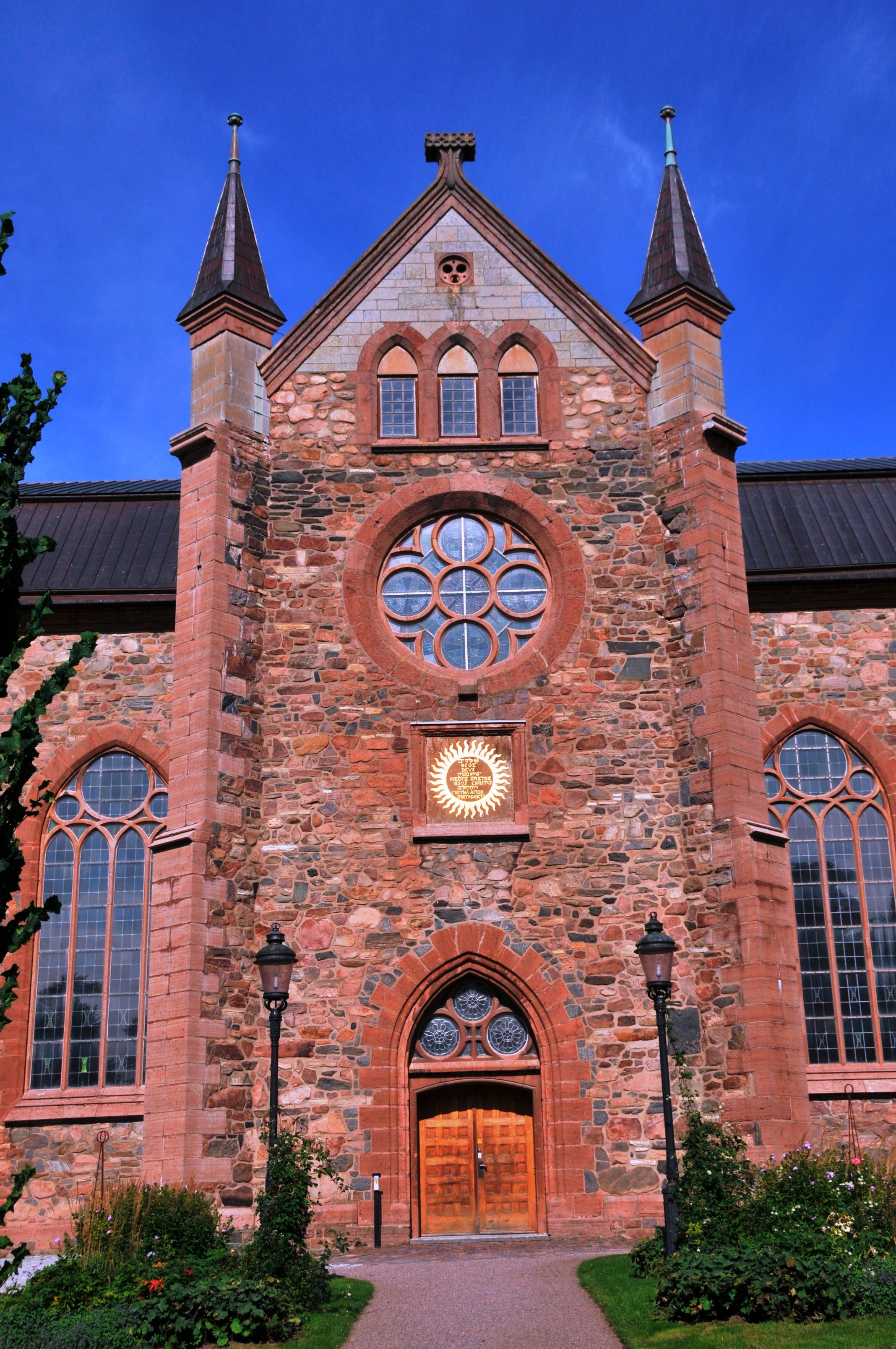
Querhausfassade

Mariestad wurde 1583 von Herzog Karl gegründet. Da Mariestad schon zwei Jahre später Sitz des Superintendenten über Värmland und Västergötland und ein wichtiges Zentrum der Reformation wurde, begann man 1593 mit dem Bau eines Domes in traditionellem gotischen Stil. Der Dom besteht aber nur aus einem breiten Kirchenschiff, wie es für die Predigten der Reformation besser geeignet schien. Die heutige Kanzel und der heutige Altar wurden nach einem Brand 1693 geschaffen.
Mariestad ist heute nicht mehr Bischofssitz, die Kirche wird daher nicht mehr als Kathedrale bezeichnet. Sie trägt dennoch weiterhin die Bezeichnung „Mariestads domkyrka“ (Domkirche zu Mariestad).

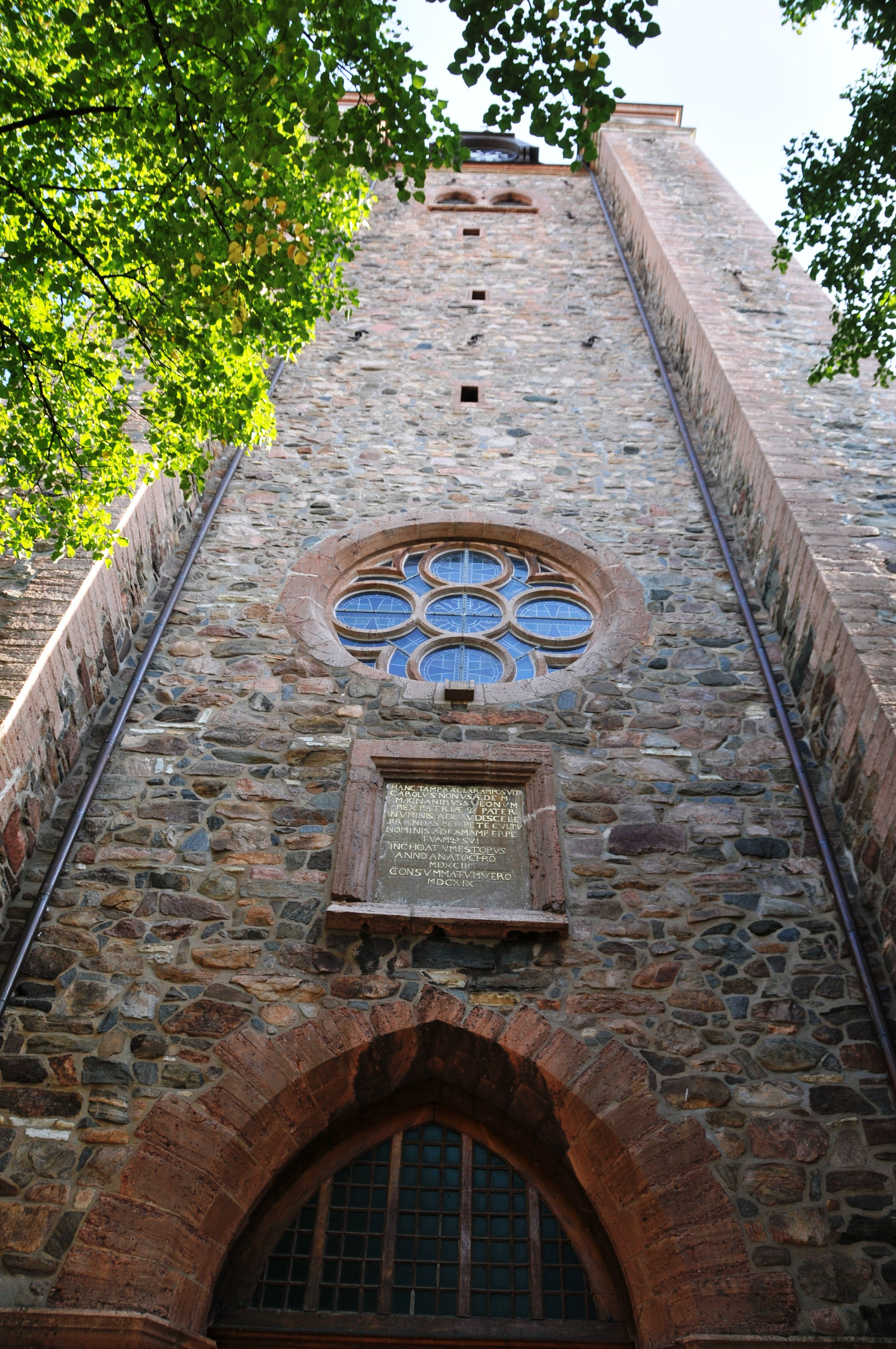
Fassade
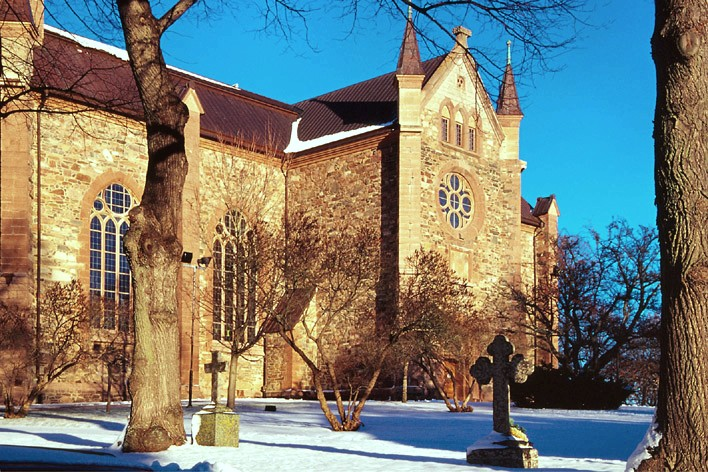
Seitenansicht
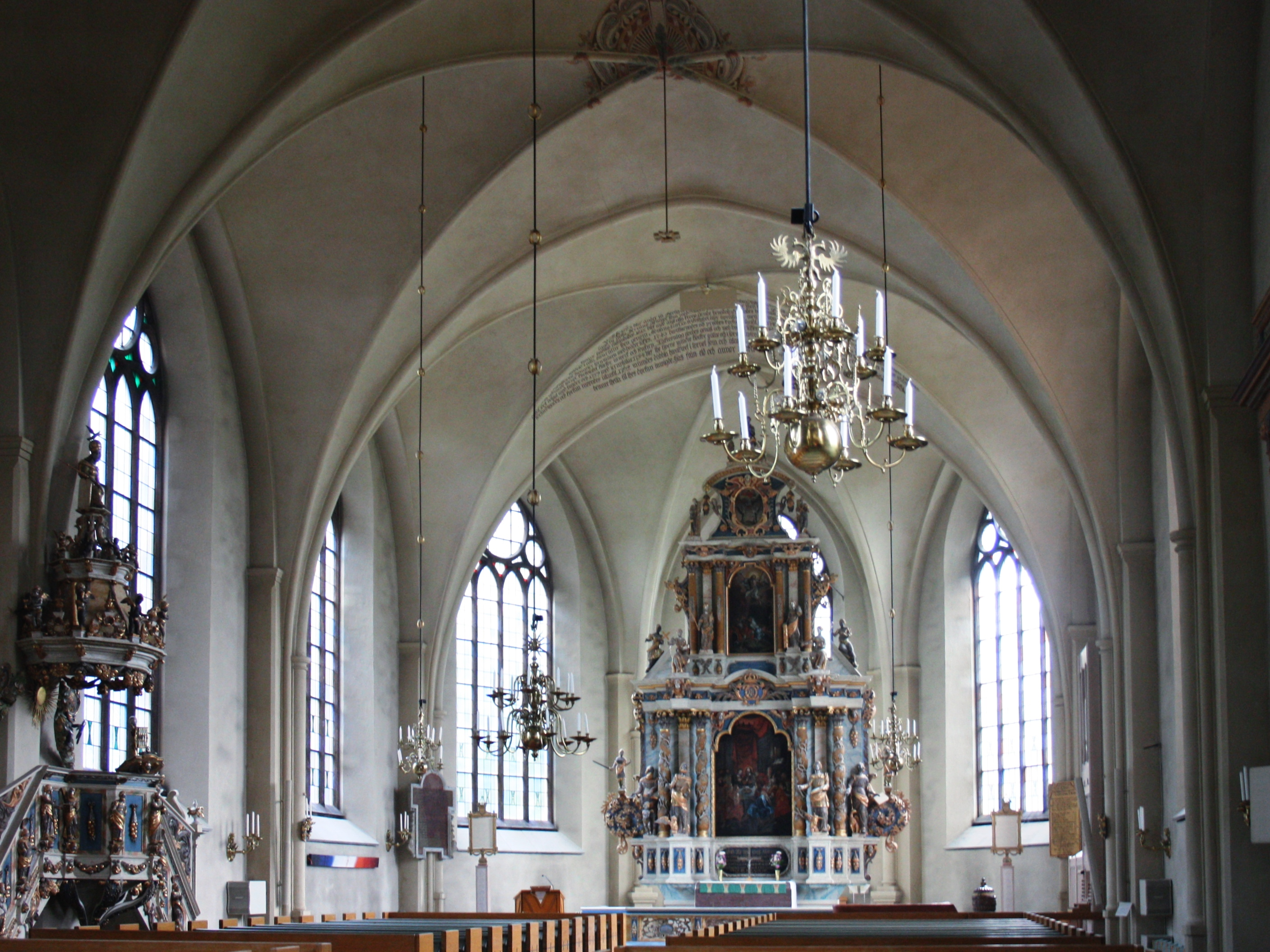
Kirchenschiff
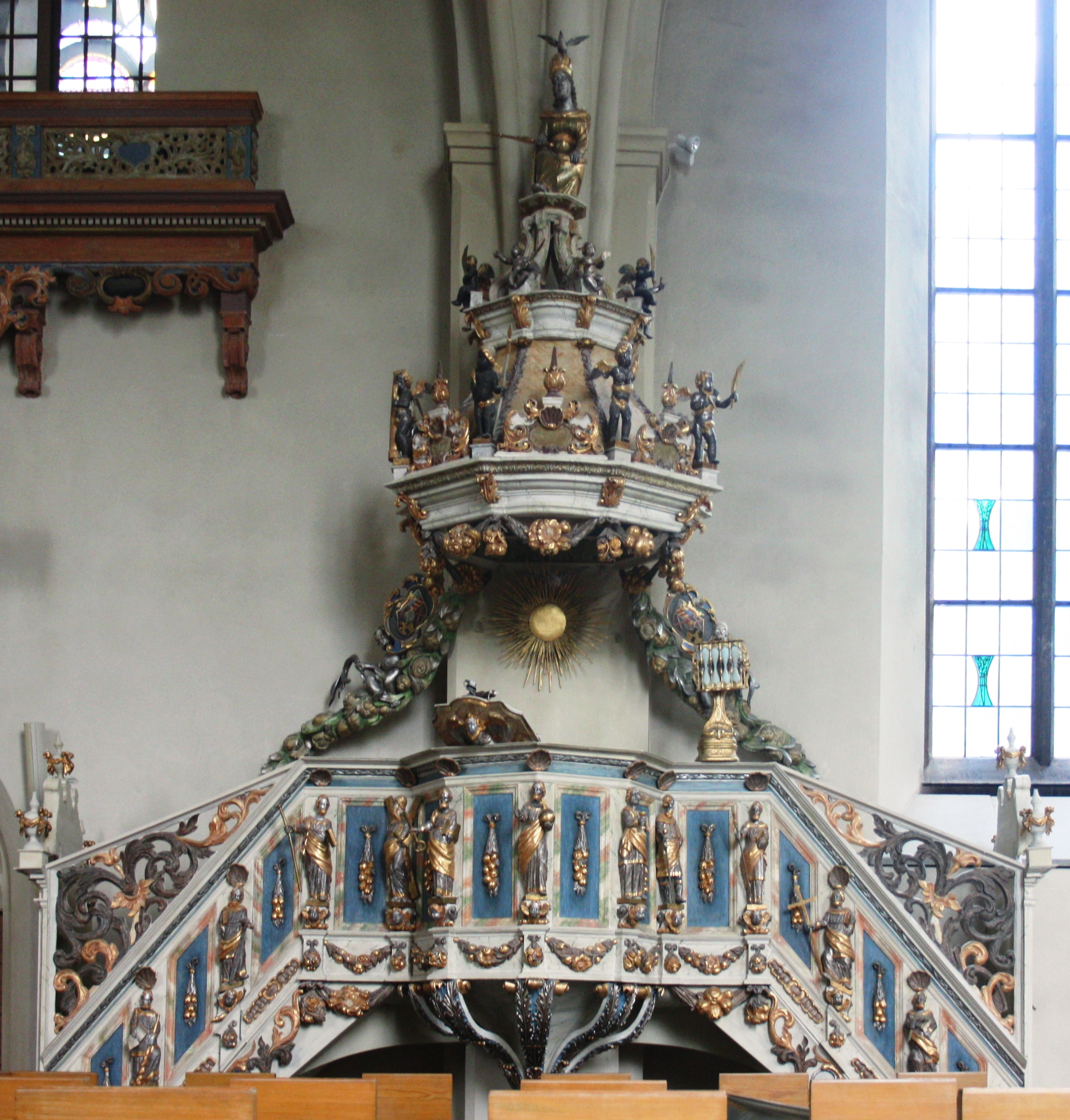
Kanzel

## Ausstattung
Das Taufbecken aus geprägtem Kupfer stammt aus dem Jahr 1693.
Die Kanzel und der Altar, im schwedischen karolinischem Barockstil, wurden 1701 von Börje Löfman geschaffen. Er war ein Einwohner Mariestads und wurde im Schloss Läckö ausgebildet. Auf der Kanzel sind Jesus und seine zwölf Jünger, alle mit vergoldetem Haar und vergoldeter Kleidung. Im unteren Bereich des Altarbildes sind die vier Evangelisten und über ihnen die vier Kardinaltugenden. Im oberen Bereich befindet sich ein Bild der Jungfrau Maria mit ihrem Kind.
Das Altarbild wurde von dem Portraitmaler Johan Aureller dem Jüngeren aus Medelplana auf dem Berg Kinnekulle gemalt.

## Orgel
Die Orgel geht zurück auf ein Instrument, das 1860 von dem Orgelbauer Per Larsson Åkerman erbaut worden war. Von diesem Instrument ist noch Pfeifenmaterial vorhanden, sowie maßgeblich der prächtige Orgelprospekt. 2011 wurde das Instrument reorganisiert. Es hat 45 Register auf drei Manualwerken und Pedal. Die Spieltrakturen sind mechanisch (Haupt- und Schwellwerk sind mit Bakermaschinen ausgestattet), die Registertrakturen sind elektrisch.
| I Hauptwerk C–c4 |     |     |
| Principal        | 16′ | (H) |
| Borduna          | 16′ |     |
| Principal        | 8′  | (H) |
| Rörflöjt         | 8′  | (H) |
| Gamba            | 8′  |     |
| Octava           | 4′  | (H) |
| Spetsflöjt       | 4′  |     |
| Octava           | 2′  | (H) |
| Cornett IV       |     |     |
| Mixtur IV        |     |     |
| Trumpet          | 16′ |     |
| Trumpet          | 8′  |     |

| II Schwell-Oberwerk C–c4 |    |     |
| Principal                | 8′ | (H) |
| Flûte Harmonique         | 8′ |     |
| Dolce                    | 8′ |     |
| Flûte Octaviante         | 4′ | (H) |
| Flageolett               | 2′ |     |
| Eufon                    | 8′ | (H) |

| III Schwellwerk C–c4 |        |
| Gedackt              | 16′    |
| Bassetthorn          | 8′     |
| Gedackt              | 8′     |
| Violin               | 8′     |
| Salicional           | 8′     |
| Voix Celeste         | 8′     |
| Octava               | 4′     |
| Blockflöjt           | 4′     |
| Nasard               | 2 ⁄3′  |
| Octavin              | 2′     |
| Ters                 | 1 3⁄5′ |
| Piccolo              | 1′     |
| Mixtur III           |        |
| Fagott               | 16′    |
| Trompette Harmonique | 8′     |
| Oboe                 | 8′     |
| Clarion              | 4′     |
| Tremolo              |        |

| Pedalwerk C–g1 |         |     |
| Bourdon        | 32′     |     |
| Contrebasse    | 16′     | (H) |
| Subbas         | 16′     | (H) |
| Quinta         | 10 2⁄3′ | (H) |
| Violoncell     | 8′      | (H) |
| Gedackt        | 8′      |     |
| Octava         | 4′      |     |
| Basun          | 16′     | (H) |
| Trumpet        | 8′      |     |
| Trumpet        | 4′      |     |

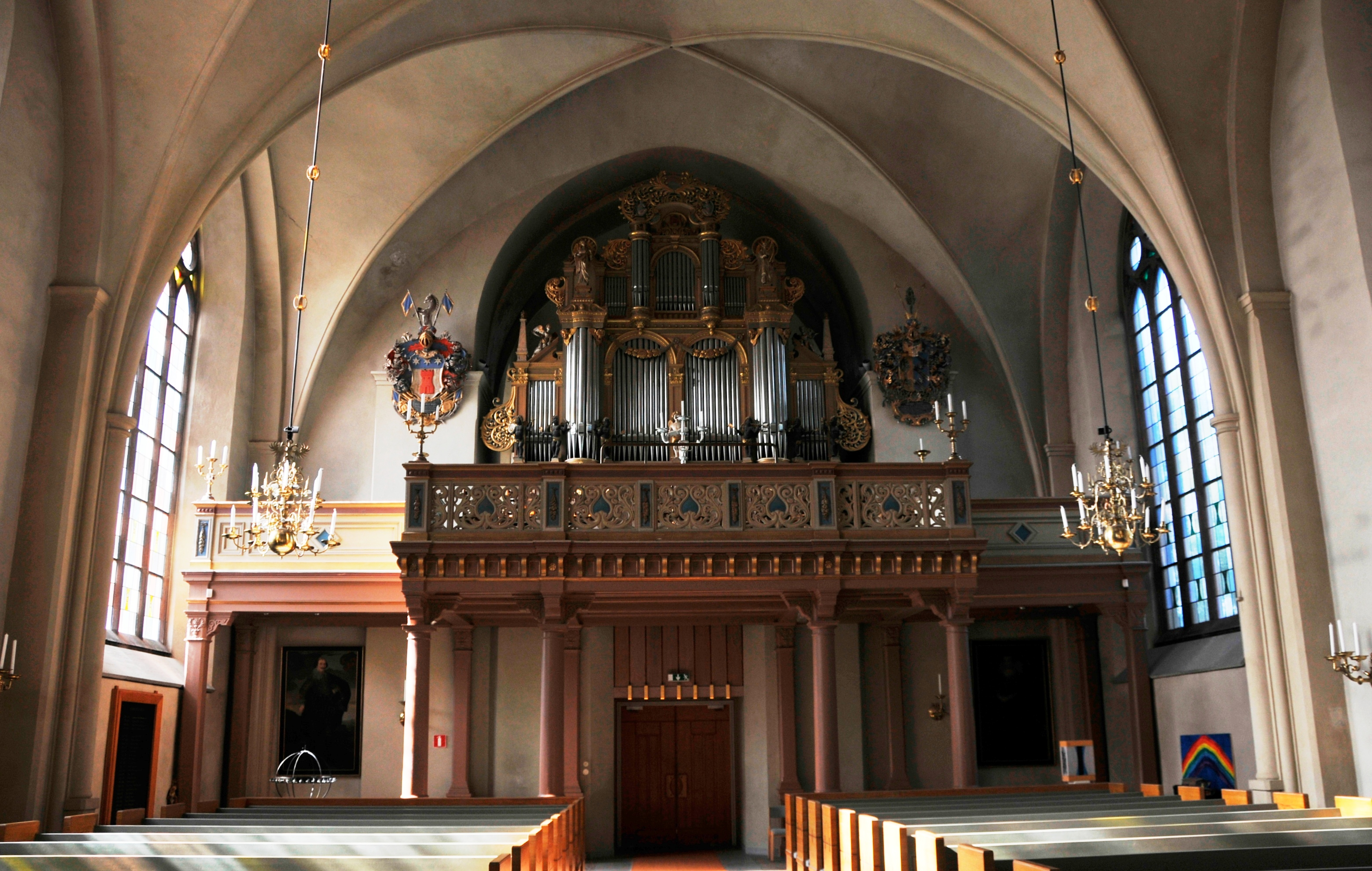
Orgel

- Koppeln: I/I (Superoktavkoppel), II/I, III/I, III/II, III/III (Sub- und Superoktavkoppeln) I/P, II/P, III/P
- Anmerkungen:

(H) = Register ganz oder teilweise aus dem Jahre 1864